# Kristen Welker
Kristen Welker (sinh ngày 1 tháng 7 năm 1976) là một ký giả Mỹ làm việc cho NBC News. Cô là phóng viên Nhà Trắng có trụ sở tại Washington, D.C., và một đồng quản lý của Weekend Today, ấn bản thứ Bảy của Today, cùng với Peter Alexander.

## Thời trẻ
Welker là con gái của Harvey và Julie Welker. Cha cô là kỹ sư, mẹ cô làm nhân viên bất động sản. Cha của Welker là người da trắng còn mẹ là người da đen. Cô tốt nghiệp Germantown Friends School ở Philadelphia năm 1994 và Đại học Harvard với Cử nhân Nghệ thuật năm 1998. Tại Harvard, cô theo học chuyên ngành lịch sử và tốt nghiệp loại ưu. 
Welker cũng từng thực tập cho Today vào năm 1997.

## Sự nghiệp
Welker đã làm việc tại các chi nhánh của ABC WLNE-TV (2003-2005) ở Providence, Rhode Island, và KRCR-TV ở Redding, California. 
Cô gia nhập NBC vào năm 2005 tại chi nhánh WCAU ở Philadelphia, nơi cô là phóng viên và người dẫn chương trình cuối tuần. Sau đó, cô gia nhập NBC News vào năm 2010 với tư cách là phóng viên tại NBC News West Coast Trụ sở chính ở Burbank, California. Cô trở thành phóng viên Nhà Trắng của NBC vào tháng 12 năm 2011.
Welker thường xuyên đại diện cho MSNBC tại các cuộc họp báo hàng ngày của Nhà Trắng cũng như tường thuật trực tiếp các chương trình khác nhau trên kênh. Cô ấy thỉnh thoảng điền vào NBC Nightly News và Today. Vào ngày 10 tháng 1 năm 2020, NBC thông báo rằng Welker sẽ trở thành đồng quản lý thường xuyên của Weekend Today cùng với Peter Alexander. 
Cô ra mắt với tư cách đồng quản lý trên Weekend Today vào ngày 11 tháng 1 năm 2020.
Vào ngày 22 tháng 10 năm 2020, Welker làm người dẫn chương trình cho cuộc tranh luận bầu cử tổng thống thứ hai giữa Donald Trump và Joe Biden.

## Riêng tư
Welker kết hôn với John Hughes, một nhân viên marketing tại Merck, ngày 4 tháng 3 năm 2017 ở Philadelphia. Welker không đăng ký vào đảng phái chính trị nào.